# The Avondale Addition
The Avondale Addition ist das vierte Album der Formation Stirrup um Fred Lonberg-Holm, Nick Macri und Charles Rumback mit sechs weiteren Musikern. Die live im Aufnahmestudio Elastic Arts, Chicago am 15. Juni 2017 entstandenen Aufnahmen erschienen am 24. Juni 2020 auf Cuneiform Records.

## Hintergrund
Der Cellist Fred Lonberg-Holm, der Bassist Nick Macri und der Schlagzeuger Charles Rumback bildeten 2009 das Trio Stirrup. Diese drei Musiker stünden seit Jahren im Mittelpunkt von Chicagos Szene, deren sich einer Klassifikation entziehenden Musik vom Jazz über seine unzähligen Subgenres bis hin zu improvisierter Musik zum rockzentrierten Experimentieren reiche, notierte Brad Cohan in JazzTimes. Avondale Addition ist der Mitschnitt einer Aufführung des um weitere Musiker erweiterten Ensembles Stirrup + 6 im Elastic Arts-Studio in Chicago. Anstatt wie sonst Cello zu spielen, verwendet Lonberg-Holm ein lichtbasiertes System und Karten, um die Gruppe mit codierten Nachrichten an die Musiker zu leiten. Zu dem Ensemble gehörten neben der Kerntruppe von Stirrup sechs weitere Musiker, die Bratschistin Jen Clare Paulson, der Live-Elektroniker Zoots Houston, Russ Johnson (Trompete), Peter Maunu (Gitarre, Geige) sowie Mars Williams und Keefe Jackson (Saxophon, Klarinette).
Der Titel bezieht sich darauf, dass das Album wenige Blocks entfernt vom Avondale Park, der zur North Side Chicagos gehört, aufgenommen wurde.

## Titelliste
- Stirrup+6: Avondale Addition (Cuneiform Records RUNE 473)

1. Song for Salim (Fred Lonberg-Holm) 11:00
2. Salt Lines (Charles Rumback) 8:41
3. Floating Melody (Fred Lonberg-Holm) 8:34
4. Insen for Yonsei (Fred Lonberg-Holm) 7:35
5. Little Spots (Fred Lonberg-Holm) 7:39
6. Rodney’s Last Ride (Fred Lonberg-Holm) 9:04
7. Domi’s Dream (Nick Macri) 7:50

## Rezeption
Dave Sumner zählte das Album zu den besten Neuveröffentlichungen des Jahres 2020 und schrieb, die Chicagoer Szene sei eine der besten Anbieter von Post-Bop. Dort gebe es mehr Stampfen als Swingen, mit Melodien, „die sowohl durch Glas schneiden als auch bei Kontakt zerbrechen können, mit Harmonien, die zusammenlaufen wie Wasser, das über Flussfelsen rauscht.“ Die Avondale Addition fange dies mit einer klingenden Klarheit ein.

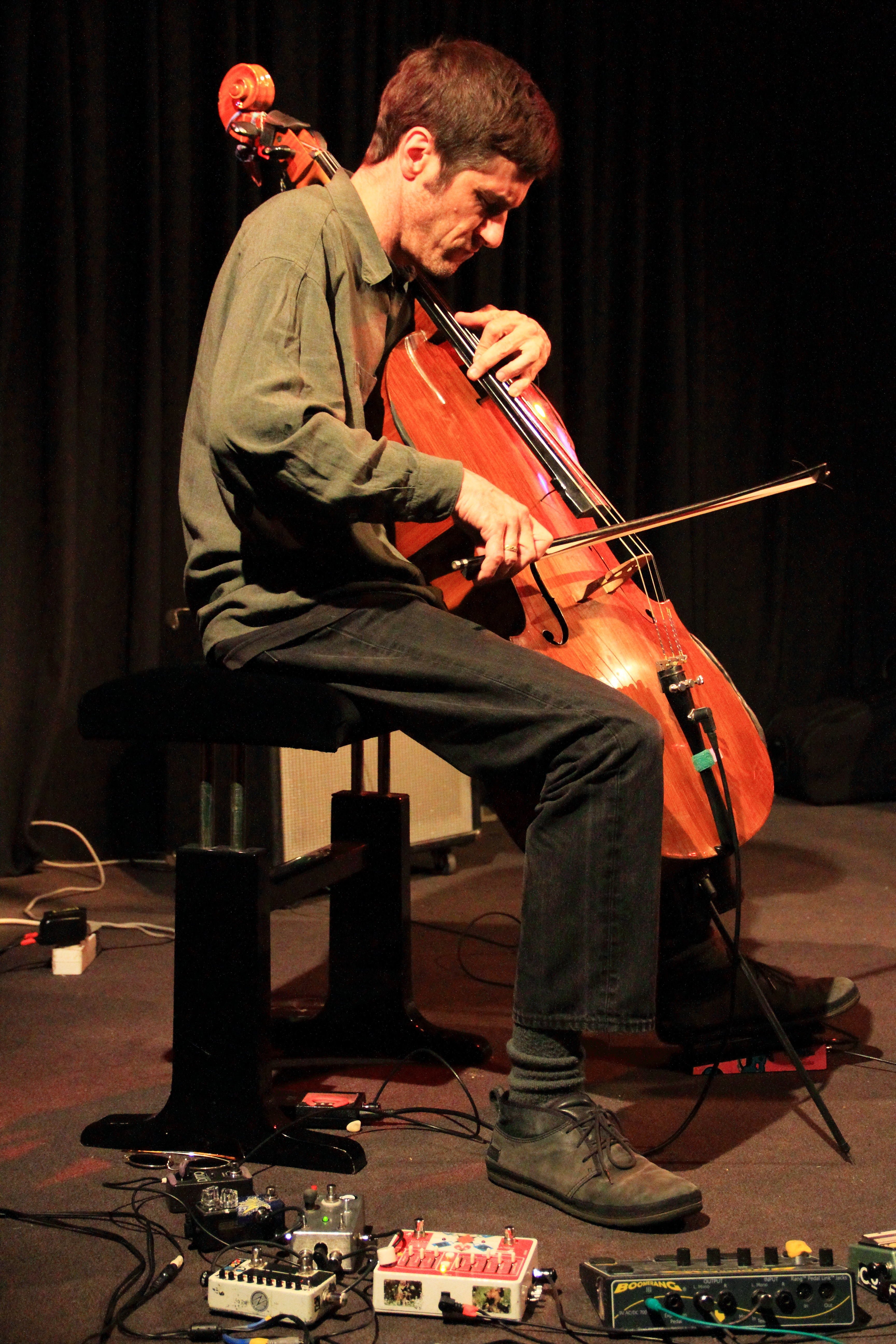
Fred Lonberg-Holm (2015)

Brad Cohan meinte in JazzTimes, kompositorisch und improvisatorisch sind die sieben Stücke, aus denen die Avondale Addition besteht, exquisit. Sogar die dissonanten, spannungsgeladenen Momente verleihen entspannte Stimmung. Anfängliches Klirren und Klappern in „Song for Salim“ weiche schnell einer meisterhaft konstruierten Verbindung von melodischen Linien und strukturell komplizierten Abschnitten, die sich herrlich über die berauschende Länge des Tracks von elf Minuten entfalten. Dieser erste Track gebe den Ton für The Avondale Addition an, aus dem die Mehrheit des Materials besteht, der aber auch freie Improvisation ermögliche. Unter der beständigen Leitung von Lonberg-Holm als „Lightbox-Operator“  sei jeder Spieler eine gleichwertige Kraft und bringe jeweils eine andere wohlklingende Stimme in das Programm ein. Das Album zeige, so Cohanin seinem Resümée, dass „die Jazzszene in Chicago das Geschenk ist, das immer wieder gegeben wird.“
Frand Grand notierte im Jazz Journal, der ehemalige Braxton-Student Fred Lonberg-Holm sei ein Meister der erweiterten Techniken und der mikrotonalen Improvisation, und während etwas davon sicherlich in die DNA der Gruppe geschrieben sei, ist Stirrup in erster Linie eine Band, die auf Melodien basiere.  Alle Kompositionen sind zwar auf Stirrups drei vorangegangenen Veröffentlichungen erschienen, aber der Aussicht, die Stücke von einem solch herausragenden Ensemble neu besetzt zu hören, sei schwer zu widerstehen. Mit einer Gästeliste, zu den die einzigartigen Mars Williams, Keefe Jackson und Russ Johnson gehörten, seien die Ergebnisse vorhersehbar brillant.
Graham Thomas (The Progressive Aspect) schrieb, das Ergebnis sei eine äußerst unterhaltsame Mischung aus avantgardistischen Jazzgeräuschen, kombiniert mit ausgeschriebenen Passagen und Melodien sowie einigen erstaunlichen Improvisationen. Obwohl es keine wirklich erkennbaren Geräusche eines Publikums gebe, werde hier sehr deutlich live gespielt; eine solche Atmosphäre wäre in einer sterilen Studiosituation so schwer einzufangen, so der Autor. Vielleicht sei das Schöne daran, ein nicht spielendes Bandmitglied zu haben, das die Spieler einfach entsprechend den Anforderungen anweise. Die daraus resultierenden Stimmungen seien vielfältig, von fast kammermusikalischen Pausen über Free Jazz bis hin zu traditionelleren Abschnitten.
Nach Ansicht von Daniel Spicer (Jazzwise) kombinierte Fred Lonberg-Holm zwei langjährige Projekte, sein Trio Stirrup und sein Lightbox Orchestra. Tatsächlich würden die sechs zusätzlichen Instrumentalisten die Rolle, die Lonberg-Holms Cello bei einem typischen Stirrup-Auftritt einnehmen könnte, übernehmen, wenn sie in Echtzeit auf seine spontanen Dirigate reagieren. Alle sieben hier interpretierten klobigen Kompositionen basieren auf muskulösen Grooves, die von Macri und Rumback erzeugt werden und böten eine rauschhaften Muskelkraft, die Fans von Mats Gustafssons Fire! Orchester ansprechen könnte.